# 交響曲第3番 (プライス)
交響曲第3番 ハ短調 は、フローレンス・プライスが1938年に作曲した交響曲。世界恐慌が猛威を振るっていた時期に公共事業促進局が連邦音楽計画で委嘱した作品である。初演は1940年11月6日にデトロイト美術館において、ヴァルター・プール指揮、デトロイト市民管弦楽団の演奏によって行われた。本作はプライスにとって、黒人女性作曲家の作品として初めてアメリカ合衆国の主要オーケストラに取り上げらることになった交響曲第1番、散逸してしまった第2番に続く3作目の交響曲である。

## 概要
プライスは1938年の夏にこの作品に着手したが、その後初演を控えた1940年に改訂を施している。アフリカ系アメリカ人の主題の使用が少ないという点で、交響曲第1番とは際立った違いを見せている。開始部分はほとんどワーグナー風である。一部のパッセージはショスタコーヴィチのようなロシアの作曲家のそれに類似している。

## 楽器編成
ピッコロ、フルート3、オーボエ2、コーラングレ、クラリネット2、バスクラリネット、ファゴット2、ホルン4、トランペット3、トロンボーン3、チューバ、ハープ、ティンパニ、打楽器、チェレスタ、弦五部。

## 楽曲構成
4楽章構成となっており、演奏時間は約30分。
1. Andante
2. Andante ma non troppo
3. Juba: Allegro
4. Scherzo: Finale

## 評価
本作に対する同時代の評価は前向きなものだった。『デトロイト・フリー・プレス』のJ.D.キャラガンは、1940年の初演表として次のように記している。
[ピアノ]協奏曲と交響曲において、プライス氏は自身が根差す人々の音楽イディオムにより、そして厳然として語った。両作品にはアメリカ系黒人のあらゆる感情的温もりが備わっており、それによって当夜は深い旋律的満足感へと変化した。当交響曲には壮大な美しさを持つ緩徐楽章があり、第3楽章では黒人が好むリズムが一連の舞踏形式に機会を見出し、フィナーレは激しい勢いで荒れ狂って進んだ。

## Symphonic Reflections
この作品はトーマス・ウィルキンスが発案した、「Symphonic Reflections」と呼ばれる短縮形で演奏されることもある。その場合、第1楽章を省略し、残る3つの楽章の順番をジューバ: アレグロ、アンダンテ・マ・ノン・トロッポ、スケルツォ: フィナーレへと変更して急-緩-急の形式にする。